# Olympische Sommerspiele 1976/Schwimmen
Bei den XXI. Olympischen Sommerspielen 1976 in Montreal wurden 26 Wettbewerbe im Schwimmen ausgetragen, je 13 für Männer und Frauen.

## Männer

### 100 m Freistil
| Platz | Land | Athlet           | Zeit    |
| ----- | ---- | ---------------- | ------- |
| 1     | USA  | James Montgomery | 49,99 s |
| 2     | USA  | Jack Babashoff   | 50,81 s |
| 3     | FRG  | Peter Nocke      | 51,31 s |

Finale am 25. Juli

### 200 m Freistil
| Platz | Land | Athlet           | Zeit        |
| ----- | ---- | ---------------- | ----------- |
| 1     | USA  | Bruce Furniss    | 1:50,29 min |
| 2     | USA  | John Naber       | 1:50,50 min |
| 3     | USA  | James Montgomery | 1:50,58 min |

Finale am 19. Juli

### 400 m Freistil
| Platz | Land | Athlet             | Zeit        |
| ----- | ---- | ------------------ | ----------- |
| 1     | USA  | Brian Goodell      | 3:51,93 min |
| 2     | USA  | Tom Shaw           | 3:52,54 min |
| 3     | URS  | Wolodymyr Raskatow | 3:55,76 min |

Finale am 22. Juli

### 1500 m Freistil
| Platz | Land | Athlet          | Zeit         |
| ----- | ---- | --------------- | ------------ |
| 1     | USA  | Brian Goodell   | 15:02,40 min |
| 2     | USA  | Bobby Hackett   | 15:03,91 min |
| 3     | AUS  | Stephen Holland | 15:04,66 min |

Finale am 20. Juli

### 100 m Rücken
| Platz | Land | Athlet         | Zeit    |
| ----- | ---- | -------------- | ------- |
| 1     | USA  | John Naber     | 55,49 s |
| 2     | USA  | Peter Rocca    | 56,34 s |
| 3     | GDR  | Roland Matthes | 57,22 s |

Finale am 19. Juli

### 200 m Rücken
| Platz | Land | Athlet       | Zeit        |
| ----- | ---- | ------------ | ----------- |
| 1     | USA  | John Naber   | 1:59,19 min |
| 2     | USA  | Peter Rocca  | 2:00,55 min |
| 3     | USA  | Dan Harrigan | 2:01,35 min |

Finale am 24. Juli

### 100 m Brust
| Platz | Land | Athlet            | Zeit        |
| ----- | ---- | ----------------- | ----------- |
| 1     | USA  | John Hencken      | 1:03,11 min |
| 2     | GBR  | David Wilkie      | 1:03,43 min |
| 3     | URS  | Arvydas Juozaitis | 1:04,23 min |

Finale am 20. Juli

### 200 m Brust
| Platz | Land | Athlet          | Zeit        |
| ----- | ---- | --------------- | ----------- |
| 1     | GBR  | David Wilkie    | 2:15,11 min |
| 2     | USA  | John Hencken    | 2:17,26 min |
| 3     | USA  | Richard Colella | 2:19,20 min |

Finale am 24. Juli

### 100 m Schmetterling
| Platz | Land | Athlet           | Zeit    |
| ----- | ---- | ---------------- | ------- |
| 1     | USA  | Matt Vogel       | 54,35 s |
| 2     | USA  | Joe Bottom       | 54,50 s |
| 3     | USA  | Gary Hall senior | 54,65 s |

Finale am 21. Juli

### 200 m Schmetterling
| Platz | Land | Athlet         | Zeit        |
| ----- | ---- | -------------- | ----------- |
| 1     | USA  | Michael Bruner | 1:59,23 min |
| 2     | USA  | Steven Gregg   | 1:59,54 min |
| 3     | USA  | Bill Forrester | 1:59,96 min |

Finale am 18. Juli

### 400 m Lagen
| Platz | Land | Athlet         | Zeit        |
| ----- | ---- | -------------- | ----------- |
| 1     | USA  | Rod Strachan   | 4:23,68 min |
| 2     | USA  | Tim McKee      | 4:24,62 min |
| 3     | URS  | Andrei Smirnow | 4:26,90 min |

Finale am 25. Juli

### 4 × 200 m Freistil
| Platz | Land | Athlet                                                            | Zeit        |
| ----- | ---- | ----------------------------------------------------------------- | ----------- |
| 1     | USA  | Michael Bruner Bruce Furniss John Naber James Montgomery          | 7:23,22 min |
| 2     | URS  | Wolodymyr Raskatow Andrei Bogdanow Sergei Kopljakow Andrei Krylow | 7:27,97 min |
| 3     | GBR  | Alan McClatchey David Dunne Gordon Downie Brian Brinkley          | 7:32,11 min |

Finale am 21. Juli

### 4 × 100 m Lagen
| Platz | Land | Athlet                                                    | Zeit        |
| ----- | ---- | --------------------------------------------------------- | ----------- |
| 1     | USA  | John Naber John Hencken Matt Vogel James Montgomery       | 3:42,22 min |
| 2     | CAN  | Stephen Pickell Graham Smith Clayton Evans Gary MacDonald | 3:45,94 min |
| 3     | FRG  | Klaus Steinbach Walter Kusch Michael Kraus Peter Nocke    | 3:47,29 min |

Finale am 22. Juli

## Frauen

### 100 m Freistil
| Platz | Land | Athletin       | Zeit    |
| ----- | ---- | -------------- | ------- |
| 1     | GDR  | Kornelia Ender | 55,65 s |
| 2     | GDR  | Petra Priemer  | 56,49 s |
| 3     | NED  | Enith Brigitha | 56,65 s |

Finale am 19. Juli

### 200 m Freistil
| Platz | Land | Athletin          | Zeit        |
| ----- | ---- | ----------------- | ----------- |
| 1     | GDR  | Kornelia Ender    | 1:59,26 min |
| 2     | USA  | Shirley Babashoff | 2:01,22 min |
| 3     | NED  | Enith Brigitha    | 2:01,40 min |

Finale am 22. Juli

### 400 m Freistil
| Platz | Land | Athletin          | Zeit        |
| ----- | ---- | ----------------- | ----------- |
| 1     | GDR  | Petra Thümer      | 4:09,89 min |
| 2     | USA  | Shirley Babashoff | 4:10,46 min |
| 3     | CAN  | Shannon Smith     | 4:14,60 min |

Finale am 20. Juli

### 800 m Freistil
| Platz | Land | Athletin          | Zeit        |
| ----- | ---- | ----------------- | ----------- |
| 1     | GDR  | Petra Thümer      | 8:37,14 min |
| 2     | USA  | Shirley Babashoff | 8:37,59 min |
| 3     | USA  | Wendy Weinberg    | 8:42,60 min |

Finale am 25. Juli

### 100 m Rücken
| Platz | Land | Athletin       | Zeit        |
| ----- | ---- | -------------- | ----------- |
| 1     | GDR  | Ulrike Richter | 1:01,83 min |
| 2     | GDR  | Birgit Treiber | 1:03,41 min |
| 3     | CAN  | Nancy Garapick | 1:03,71 min |

Finale am 21. Juli

### 200 m Rücken
| Platz | Land | Athletin       | Zeit        |
| ----- | ---- | -------------- | ----------- |
| 1     | GDR  | Ulrike Richter | 2:13,43 min |
| 2     | GDR  | Birgit Treiber | 2:14,97 min |
| 3     | CAN  | Nancy Garapick | 2:15,60 min |

Finale am 25. Juli

### 100 m Brust
| Platz | Land | Athletin          | Zeit        |
| ----- | ---- | ----------------- | ----------- |
| 1     | GDR  | Hannelore Anke    | 1:11,16 min |
| 2     | URS  | Ljubow Russanowa  | 1:13,04 min |
| 3     | URS  | Marina Koschewaja | 1:13,30 min |

Finale am 24. Juli

### 200 m Brust
| Platz | Land | Athletin           | Zeit        |
| ----- | ---- | ------------------ | ----------- |
| 1     | URS  | Marina Koschewaja  | 2:33,35 min |
| 2     | URS  | Marina Jurtschenja | 2:36,08 min |
| 3     | URS  | Ljubow Russanowa   | 2:36,22 min |

Finale am 21. Juli

### 100 m Schmetterling
| Platz | Land | Athletin       | Zeit        |
| ----- | ---- | -------------- | ----------- |
| 1     | GDR  | Kornelia Ender | 1:00,13 min |
| 2     | GDR  | Andrea Pollack | 1:00,98 min |
| 3     | USA  | Wendy Boglioli | 1:01,17 min |

Finale am 22. Juli

### 200 m Schmetterling
| Platz | Land | Athletin          | Zeit        |
| ----- | ---- | ----------------- | ----------- |
| 1     | GDR  | Andrea Pollack    | 2:11,41 min |
| 2     | GDR  | Ulrike Tauber     | 2:12,50 min |
| 3     | GDR  | Rosemarie Gabriel | 2:12,86 min |

### 400 m Lagen
| Platz | Land | Athletin      | Zeit        |
| ----- | ---- | ------------- | ----------- |
| 1     | GDR  | Ulrike Tauber | 4:42,77 min |
| 2     | CAN  | Cheryl Gibson | 4:48,10 min |
| 3     | CAN  | Becky Smith   | 4:50,48 min |

Finale am 24. Juli

### 4 × 100 m Freistil
| Platz | Land | Athletinnen                                                 | Zeit        |
| ----- | ---- | ----------------------------------------------------------- | ----------- |
| 1     | USA  | Kim Peyton Wendy Boglioli Gillian Sterkel Shirley Babashoff | 3:44,82 min |
| 2     | GDR  | Kornelia Ender Petra Priemer Andrea Pollack Claudia Hempel  | 3:45,50 min |
| 3     | CAN  | Gail Amundrud Barbara Clark Becky Smith Anne Jardin         | 3:48,81 min |

Finale am 25. Juli

### 4 × 100 m Lagen
| Platz | Land | Athletinnen                                                 | Zeit        |
| ----- | ---- | ----------------------------------------------------------- | ----------- |
| 1     | GDR  | Ulrike Richter Hannelore Anke Andrea Pollack Kornelia Ender | 4:07,95 min |
| 2     | USA  | Linda Jezek Lauri Siering Camille Wright Shirley Babashoff  | 4:14,55 min |
| 3     | CAN  | Susan Sloan Robin Corsiglia Wendy Hogg Anne Jardin          | 4:15,22 min |

Finale am 18. Juli